# Третья Вашингтонская конференция
Третья Вашингтонская конференция (12—25 мая 1943 года), имевшая кодовое название «Трезубец», была созвана по инициативе У. Черчилля для разработки дальнейших планов военных действий англо-американских войск в условиях коренного перелома в ходе войны. Англичане отстаивали план развития военных действий в направлении Сицилия — Южная Италия и на Балканах. У. Черчилль настойчиво выступал против высадки союзников во Франции не только в 1943 году, но и весной 1944 года. Ф. Рузвельт хотя и высказал сомнения в целесообразности развития операций в Италии, но согласился на новую отсрочку открытия 2-го фронта в Западной Европе до 1 мая 1944 года. Были согласованы планы ведения военных действий в Юж. Италии и в Тихом океане.
Советское правительство выступило против нарушения принятых США и Англией обязательств и заявило, что «не находит возможным присоединиться к такому решению, принятому к тому же без его участия и без попытки совместно обсудить этот важнейший вопрос и могущему иметь тяжелые последствия для дальнейшего хода войны».